# Jaltomata propinqua
Jaltomata propinqua là loài thực vật có hoa trong họ Cà. Loài này được (Miers) Mione & M. Nee mô tả khoa học đầu tiên năm 1993.